# Jon Hume
Jon Daniel Hume (nacido el 6 de noviembre de 1983) es un cantante y guitarrista australiano, el mayor de los tres hermanos que componen la banda de rock alternativo, Evermore.

## Historia
Aunque Jon nació en Australia, después de que su familia se mudara a Nueva Zelanda, sus hermanos, Peter y Dann nacieron en Fielding, Nueva Zelanda. Los niños asistieron a una escuela local hasta los doce años de edad, momento en el cual fueron educados en su casa, sobre todo por su madre.
Jon produce la mayor parte del trabajo de la banda y ha dicho que si no estuviera en Evermore, probablemente estaría produciendo para otras bandas.
Con el lanzamiento del tercer álbum de estudio de la Evermore, la aparición de Jon ha cambiado en un intento por convertirse en un personaje retratado en el álbum, y sus dos  hermanos también han cambiado para adaptarse al carácter.

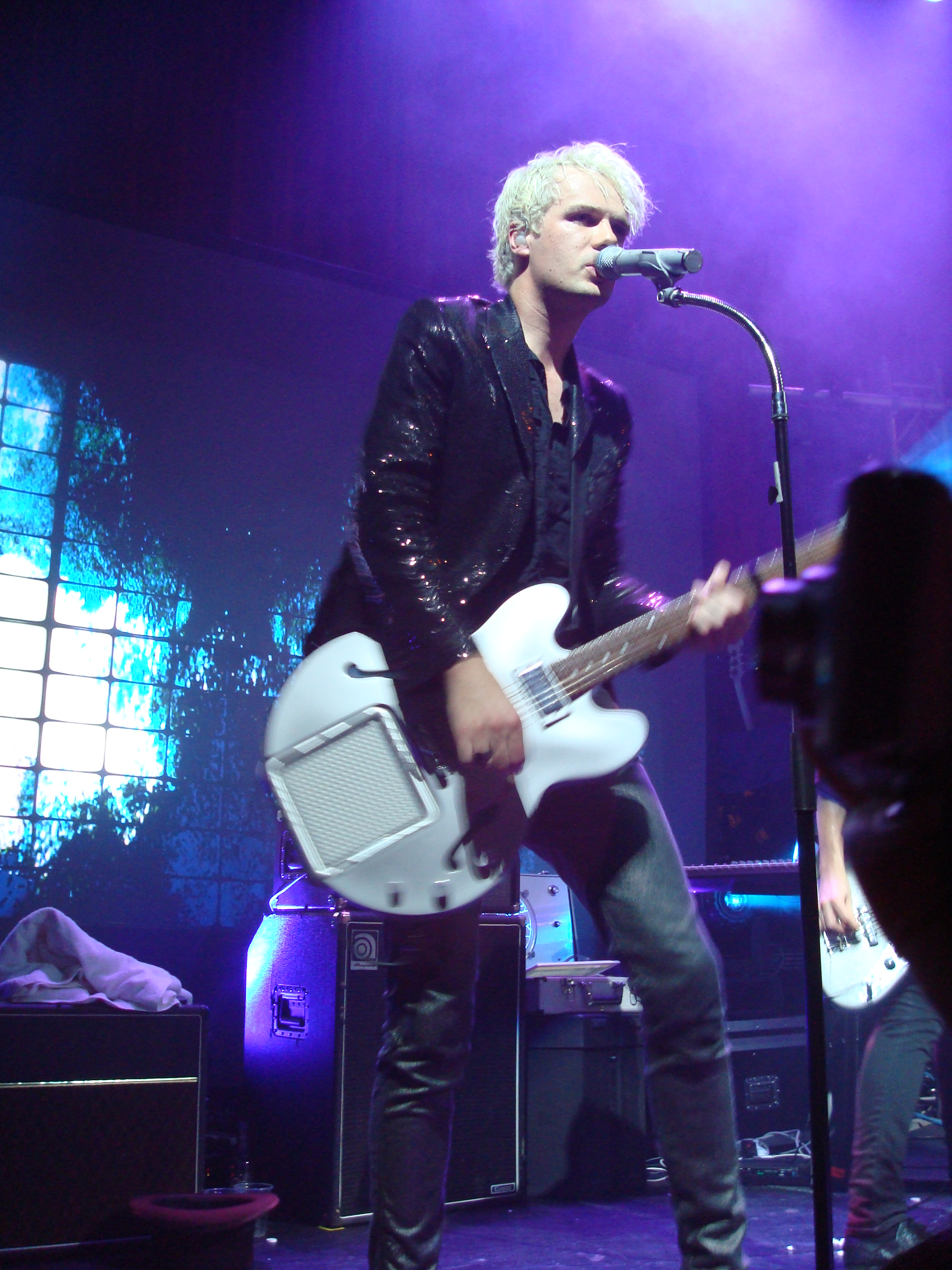
Jon Hume junto a Evermore en Alemania

Jon Hume toca una guitarra eléctrica Takemine con 12 de cuerdas de acero y tiene muchos cambios de guitarras en el escenario, y toca una guitarra de  6 o de 12 cuerdas de acero ya sea acústica o eléctrica. La marca de la guitarra eléctrica que utiliza es Gretsch y Epiphone.

## Actualidad
Además del cambio de aspecto que se incluye con su álbum más reciente, Truth of the World: Welcome to the Show, la elección de Jon por su guitarra también cambió, empezó a tocar con guitarras Epiphone Studio modificadas que él mismo había pintado personalmente e instaló un Tenori-on en el panel de la pantalla, que a menudo fue utilizado en algunas presentaciones en vivo debido a su dificultoso manejo.

## Discografía
| Álbumes de estudio - 2004: Dreams - 2006: Real Life - 2009: Truth of the World: Welcome to the Show - 2010: Evermore - 2011: TBA | EP - 2002: Slipping Away - 2003: Oil & Water EP - 2003: My Own Way EP - 2005: The Lakeside Sessions Vol. 1 |